# Medida de Borel
En matemáticas, específicamente en teoría de medidas, una medida de Borel en un espacio topológico es una medida que se define en todos los conjuntos abiertos (y por tanto en todos los conjuntos de Borel). Algunos autores exigen restricciones adicionales a la medida, como se describe a continuación.

## Definición formal
Sea {\displaystyle X} un espacio de Hausdorff localmente compacto, y sea {\displaystyle {\mathfrak {B}}(X)} la σ-álgebra más pequeña que contiene los conjuntos abiertos de {\displaystyle X}; esto se conoce como σ-álgebra de conjuntos de Borel. Una medida de Borel es cualquier medida {\displaystyle \mu } definida en la σ-álgebra de conjuntos de Borel. Algunos autores exigen además que {\displaystyle \mu } sea localmente finita, lo que significa que {\displaystyle \mu (C)<\infty } para cada conjunto compacto {\displaystyle C}. Si una medida de Borel {\displaystyle \mu } es regular interior y exterior, se denomina medida de Borel regular. Si {\displaystyle \mu } es regular interior, regular exterior y localmente finita, se llama medida de radón.

## En la recta real
La recta real {\displaystyle \mathbb {R} } con su topología habitual es un espacio de Hausdorff localmente compacto; por tanto, podemos definir una medida de Borel sobre él. En este caso, {\displaystyle {\mathfrak {B}}(\mathbb {R} )} es la σ-álgebra más pequeña que contiene los intervalos abiertos de {\displaystyle \mathbb {R} } . Si bien hay muchas medidas de Borel μ, la elección de la medida de Borel que asigna {\displaystyle \mu ((a,b])=b-a} a cada intervalo medio abierto {\displaystyle (a,b]} a veces se le llama "la" medida de Borel en {\displaystyle \mathbb {R} } . Esta medida resulta ser la restricción a la σ-álgebra de Borel de la medida de Lebesgue {\displaystyle \lambda }, que es una medida completa y se define en la σ-álgebra de Lebesgue. La σ-álgebra de Lebesgue es en realidad la compleción de la σ-álgebra de Borel, lo que significa que es la σ-álgebra más pequeña que contiene todos los conjuntos de Borel y puede equiparse con una medida completa. Además, la medida de Borel y la medida de Lebesgue coinciden en los conjuntos de Borel (es decir, {\displaystyle \lambda (E)=\mu (E)} para cada conjunto medible de Borel, donde {\displaystyle \mu } es la medida de Borel descrita anteriormente). Esta idea se extiende a espacios de dimensión finita. {\displaystyle \mathbb {R} ^{n}} (el teorema de Cramér-Wold, más abajo) pero no es válida, en general, para espacios de dimensiones infinitas. Las medidas de Lebesgue de dimensión infinita no existen.

## Espacios de producto
Si X e Y son espacios topológicos de Hausdorff que verifican el segundo axioma de numerabilidad, entonces el conjunto de subconjuntos de Borel {\displaystyle B(X\times Y)} de su producto coincide con el producto de los conjuntos {\displaystyle B(X)\times B(Y)} de los subconjuntos de Borel de X e Y.  Es decir, el funtor de Borel
{\displaystyle \mathbf {Bor} \colon \mathbf {Top} _{\mathrm {2CHaus} }\to \mathbf {Meas} }
desde la categoría de segundos espacios de Hausdorff contables hasta la categoría de espacios medibles conserva productos finitos.

## Aplicaciones

### Integral de Lebesgue-Stieltjes
La integral de Lebesgue-Stieltjes es la integral de Lebesgue ordinaria con respecto a una medida conocida como medida de Lebesgue-Stieltjes, que puede asociarse a cualquier función de variación acotada sobre la recta real. La medida de Lebesgue-Stieltjes es una medida de Borel regular y, a la inversa, toda medida de Borel regular en la recta real es de este tipo.

### Transformada de Laplace
Se puede definir la transformada de Laplace de una medida finita de Borel μ en la recta real mediante la integral de Lebesgue 
{\displaystyle ({\mathcal {L}}\mu )(s)=\int _{[0,\infty )}e^{-st}\,d\mu (t).}
Un caso especial importante es cuando μ es una medida de probabilidad o, aún más específicamente, la función delta de Dirac. En cálculo operativo, la transformada de Laplace de una medida a menudo se trata como si la medida proviniera de una función de distribución f. En ese caso, para evitar posibles confusiones, a menudo se escribe
{\displaystyle ({\mathcal {L}}f)(s)=\int _{0^{-}}^{\infty }e^{-st}f(t)\,dt}
donde el límite inferior de 0 − es la notación abreviada para
{\displaystyle \lim _{\varepsilon \downarrow 0}\int _{-\varepsilon }^{\infty }.}
Este límite enfatiza que cualquier masa puntual ubicada en 0 es capturada completamente por la transformada de Laplace. Aunque con la integral de Lebesgue no es necesario tomar tal límite, sí aparece más naturalmente en conexión con la transformada de Laplace-Stieltjes.

### Problema del momento
Se pueden definir los momentos de una medida finita de Borel μ en la recta real mediante la integral
{\displaystyle m_{n}=\int _{a}^{b}x^{n}\,d\mu (x).}
Para {\displaystyle (a,b)=(-\infty ,\infty ),\;(0,\infty ),\;(0,1)} estos corresponden al problema del momento de Hamburger, al problema del momento de Stieltjes y al problema del momento de Hausdorff, respectivamente. La pregunta o problema a resolver es, dada una colección de tales momentos, ¿existe una medida correspondiente? Para el problema del momento de Hausdorff, la medida correspondiente es única. Para las demás variantes, en general, existe una infinidad de medidas distintas que dan los mismos momentos.

### Dimensión de Hausdorff y lema de Frostman
Dada una medida de Borel μ en un espacio métrico X tal que μ(X) > 0 y μ(B(x, r) ≤ r s se cumple para alguna constante s > 0 y para cada bola B (x, r) en X, entonces la dimensión de Hausdorff dim Haus (X) ≥ s. El lema de Frostman proporciona una inversa parcial: 
Lema: Sea A un subconjunto de Borel de R n y sea s > 0. Entonces los siguientes son equivalentes:
- Hs (A) > 0, donde H s denota la medida de Hausdorff s -dimensional.
- Hay una medida de Borel (sin firmar) μ que satisface μ (A) > 0, y tal que

{\displaystyle \mu (B(x,r))\leq r^{s}}
vale para todo x ∈ r n y r > 0.

### Teorema de Cramér-Wold
El teorema de Cramér-Wold en la teoría de la medida establece que una medida de probabilidad de Borel en {\displaystyle \mathbb {R} ^{k}} está determinada únicamente por la totalidad de sus proyecciones unidimensionales. Se utiliza como método para demostrar resultados de convergencia conjunta. El teorema lleva el nombre de Harald Cramér y Herman Ole Andreas Wold.

## Otras lecturas
- Gaussian measure, a finite-dimensional Borel measure
- Feller, William (1971), An introduction to probability theory and its applications. Vol. II., Second edition, New York: John Wiley & Sons, MR 0270403.
- J. D. Pryce (1973). Basic methods of functional analysis. Hutchinson University Library. Hutchinson. p. 217. ISBN 0-09-113411-0.
- Ransford, Thomas (1995). Potential theory in the complex plane. London Mathematical Society Student Texts 28. Cambridge: Cambridge University Press. pp. 209–218. ISBN 0-521-46654-7. Zbl 0828.31001.
- Teschl, Gerald, Topics in Real and Functional Analysis, (lecture notes).
- Wiener's lemma